# Krwiak podpaznokciowy

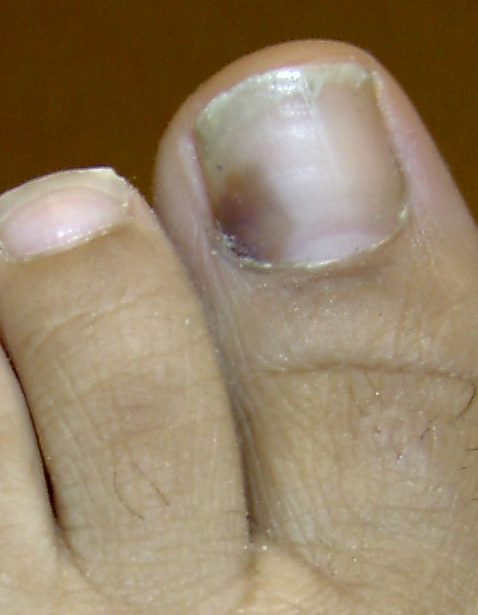
Krwiak podpaznokciowy

Krwiak podpaznokciowy – pospolity krwiak, powstający pod płytką paznokcia na skutek jej stłuczenia i uszkodzenia położonych pod nią drobnych naczyń krwionośnych w wyniku relatywnie drobnych urazów, częstych w niektórych zawodach i gospodarstwie domowym.
Krwiak podpaznokciowy objawia się ciemnosinym zabarwieniem w miejscu urazu i znacznym bólem, każdorazowo wymaga on ewakuacji, jego częstym powikłaniem jest zakażenie.
Podstawowy sposób ewakuacji krwiaka podpaznokciowego polega na przebiciu (po uprzednim zdezynfekowaniu) płytki paznokciowej i delikatnym wyciśnięciu krwi (przy czym znieczulenie nie jest konieczne), a dopiero w razie niepowodzenia tego zabiegu, na chirurgicznym zdjęciu płytki paznokciowej. Zawsze wskazana jest osłona antybiotykowa i profilaktyka tężca.